# Lieferwagen

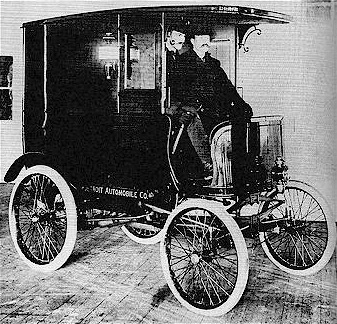
Typischer Lieferwagen 1900

Ein Lieferwagen ist ein drei-, vier- oder sechsrädriges Kraftfahrzeug, das vornehmlich zur Güterbeförderung bestimmt ist und zu dessen Führung ein Führerschein der Kategorie B ausreicht. Ein Lieferwagen hat eine fest eingebaute Laderaumtrennwand und davor in der Regel nur zwei Sitze. In Ausnahmefällen kann es eine zweite Reihe Sitze geben, die dann aber nur Notsitzqualität haben.

## Rechtliche Einstufung

### Deutschland
Die straßenverkehrsrechtliche Definition eines Lieferwagens lautet, dass der Laderaum länger sein muss als der Fahrgastraum. Hierbei wird vom Gaspedal bis zur Innenkante der Heckklappe gemessen. Die Laderaumtrennwand muss sich näher zum Gaspedal als zur Heckklappe befinden. Bei Erfüllen dieser Vorschrift kann das Fahrzeug als Lkw zugelassen werden, was bei Fahrzeugen mit Dieselmotor eine geringere Steuerbelastung bedeuten kann. Lieferwagen gelten verkehrsrechtlich als Lkw und dürfen daher beispielsweise an Sonntagen keine Anhänger ziehen (Sonntagsfahrverbot für LKW mit Anhänger). Als äußeres Unterscheidungsmerkmal haben manche Lieferwagen eine Blechfüllung statt Glas in den hinteren Türen und an Stelle der hinteren Seitenscheiben.
Der Begriff Lieferwagen wird in den Gesetzestexten jedoch nicht verwendet bzw. definiert. Es werden nur verschiedene Regelungen für verschiedene Kraftfahrzeugarten definiert, z. B. unter welchen Voraussetzungen eine vergünstigte Besteuerung erfolgen kann.

### Österreich
Beim Kauf eines neuen Lieferwagens fällt die Normverbrauchsabgabe (NoVA) nicht an, die beim Kauf eines vergleichbaren Kleinbusses oder Pkw-Modells anfallen würde.

### Schweiz
Ein Lieferwagen (amtlich französisch voiture de livraison, italienisch autofurgone) ist gemäß Art. 11 VTS ein leichter Motorwagen zum Sachentransport der Klasse N1 (d. h. bis 3,5 Tonnen Garantiegewicht, vgl. Art. 12 VTS).

## Bauformen
Lieferwagen werden als kleine Nutzfahrzeuge mit überwiegendem Laderaum charakterisiert, die in verschiedenen Bauformen anzutreffen sind.

### Pkw in Lieferwagenversion

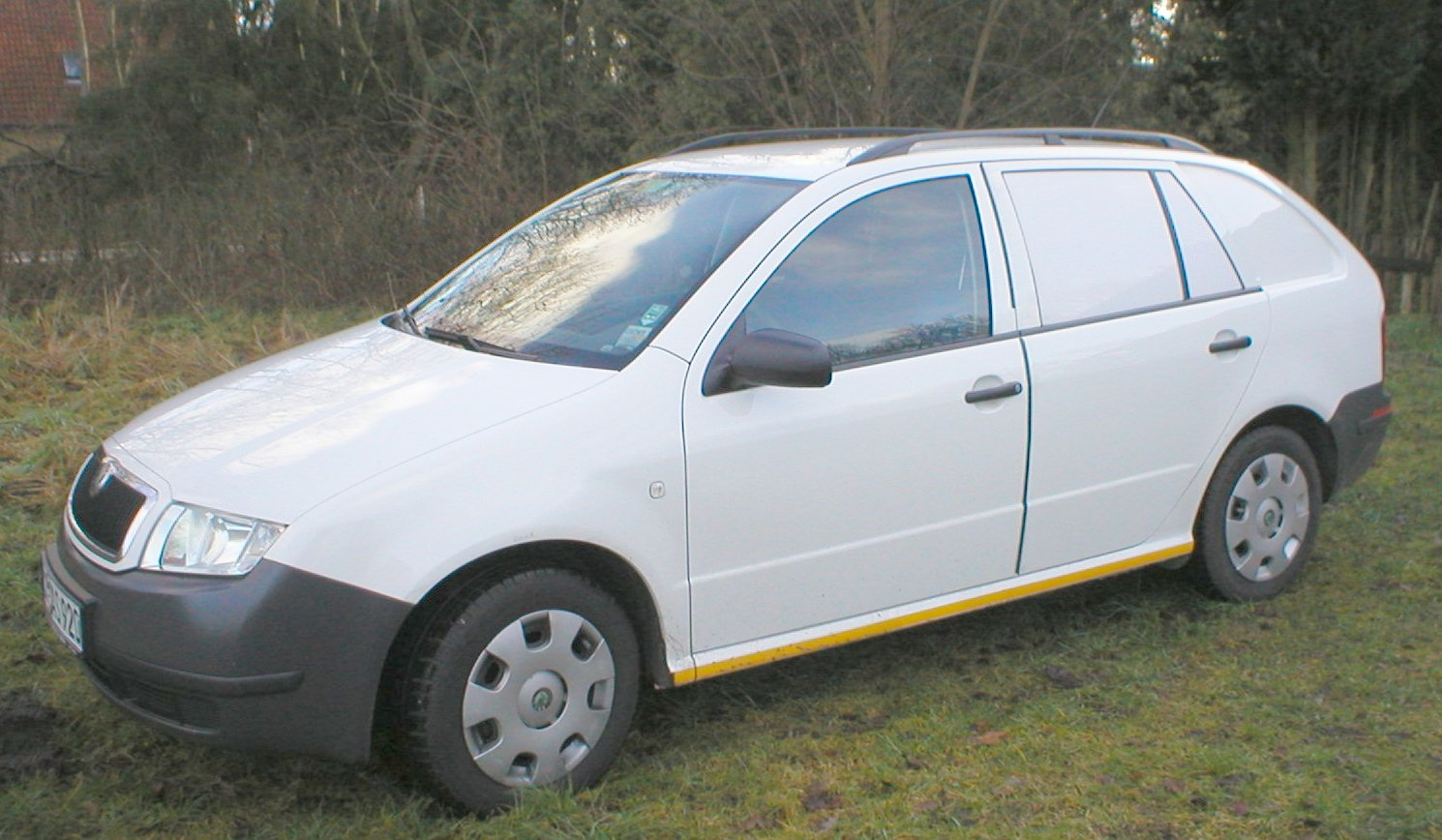
Škoda Fabia Praktik

Zu vielen Pkw-Modellen, meist zur Fahrzeugklasse „Kleinwagen“ und zur Karosseriebauform „dreitüriger Hatchback“ oder „dreitüriger Kombi“ gehörig, gibt es Lieferwagenversionen, die sich dadurch auszeichnen, dass bereits hinter den Vordersitzen die Ladefläche beginnt (Zweisitzer) und die hinteren Seitenfenster kein Glas enthalten (Verblechung) oder bloß zugeklebt sind.
Beim Kauf eines Wagens kann sich die Alternative eines Lieferwagens auch für Privatpersonen anbieten, zumal viele Lieferwagen Pkw-Fahreigenschaften und -abmessungen haben. Wer mit zwei Sitzplätzen auskommt, fährt mit einem Lieferwagen oft günstiger. Viele Hersteller bieten sehr ähnliche Versionen an, wobei sich Hatchback bzw. Kombi und Lieferwagen technisch wenig unterscheiden.

### Kastenwagen
Kastenwagen sind mit die typischsten Lieferwagen. Es gibt sie vom Kleinwagen bis hin zu Lkw mit Aufbauten. Oft werden auch Pickups mit Aufbau als Kastenwagen bezeichnet. Am weitesten verbreitet sind jedoch Kastenwagen, die auf Klein- oder Kompaktwagen aufbauen, so dass der Wagen bis zur B-Säule identisch ist mit dem Pkw und sich der Kasten dahinter in der Höhe und oft auch in der Breite davon absetzt.

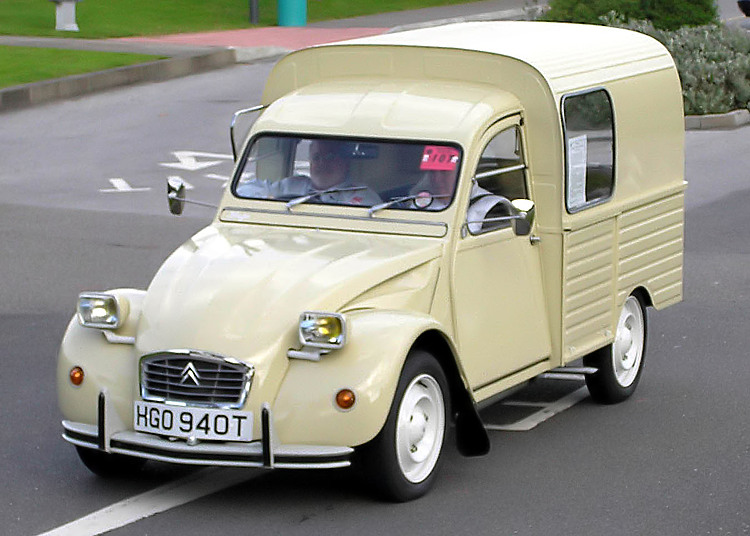
Citroën AK 400 Fourgonette
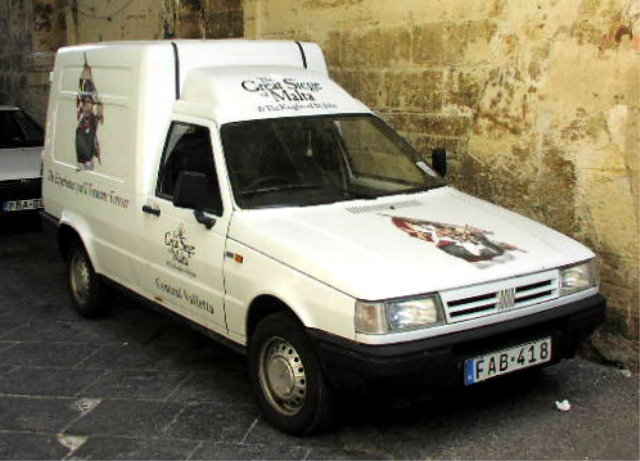
Fiat Fiorino
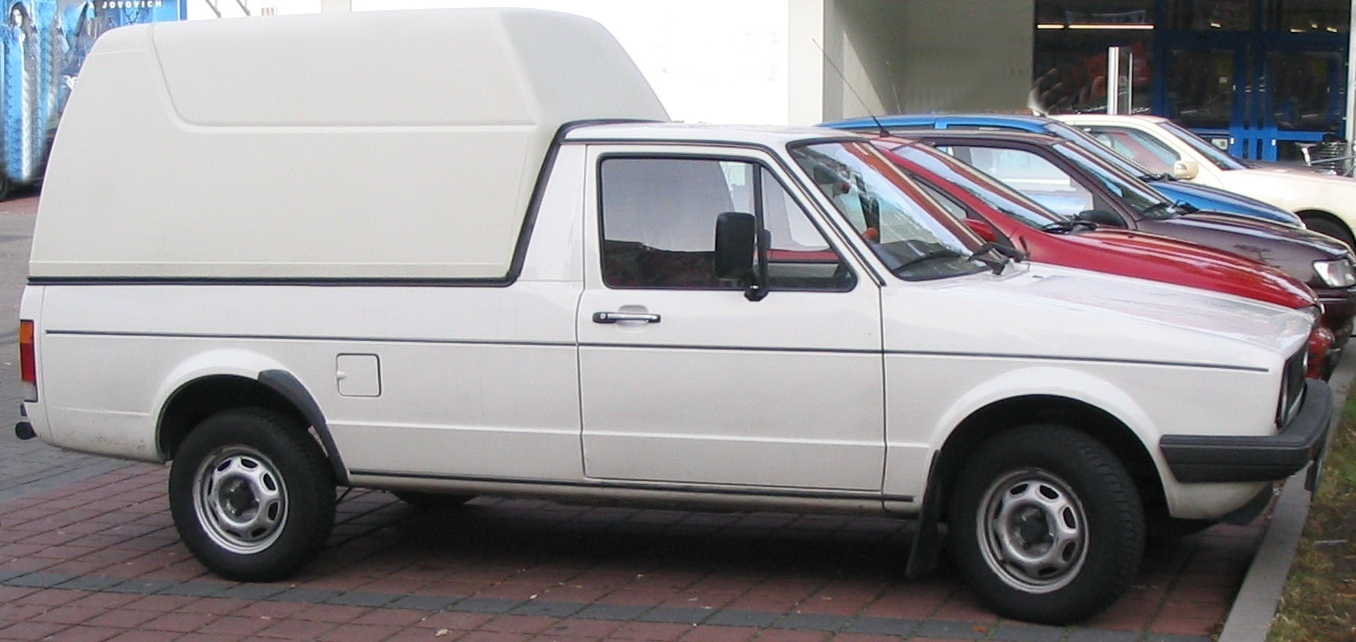
VW Caddy I mit original Ladeflächenaufsatz
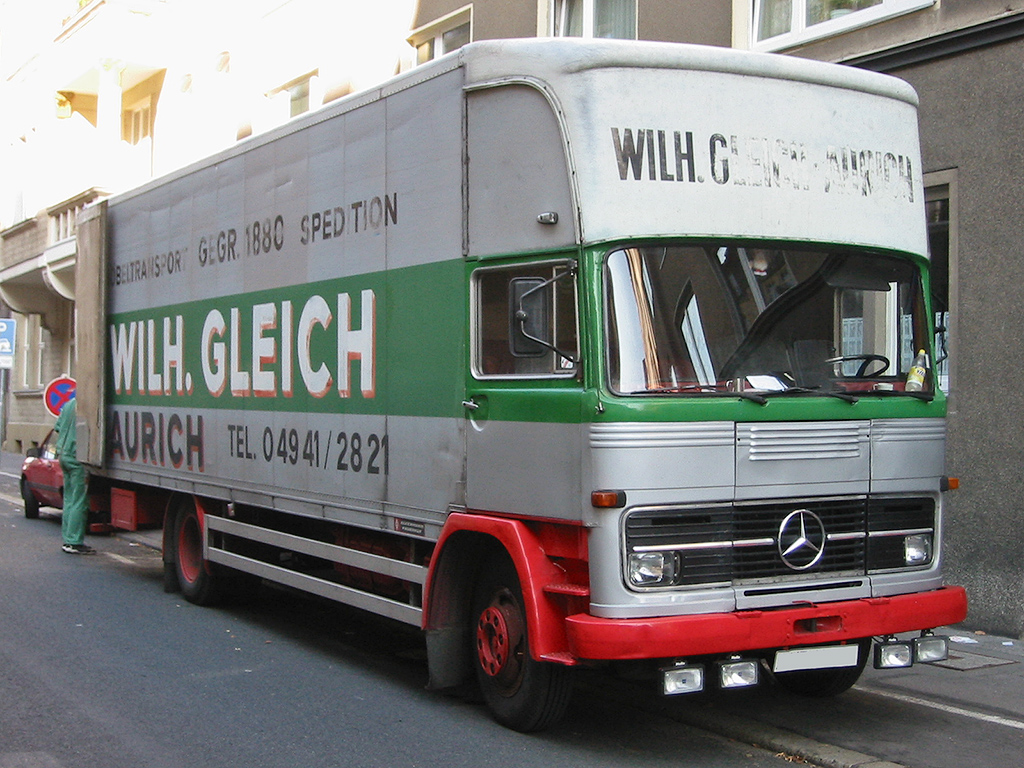
Möbellaster als Kastenwagen

### Hochdachkombi
Der Hochdachkombi ist meist der Nachfolger des Kastenwagens in Pkw-Größe. Diese eigenständige Bauform ist weder, wie der Pkw in Lieferwagenversion, baugleich mit einem Hatchback bzw. Kombi, noch auch bis zur B-Säule mit einem anderen Modell identisch, wie der Kastenwagen. Es gibt ihn in der Regel sowohl als Pkw-Variante mit hinteren Seitenscheiben als auch als Lieferwagen.

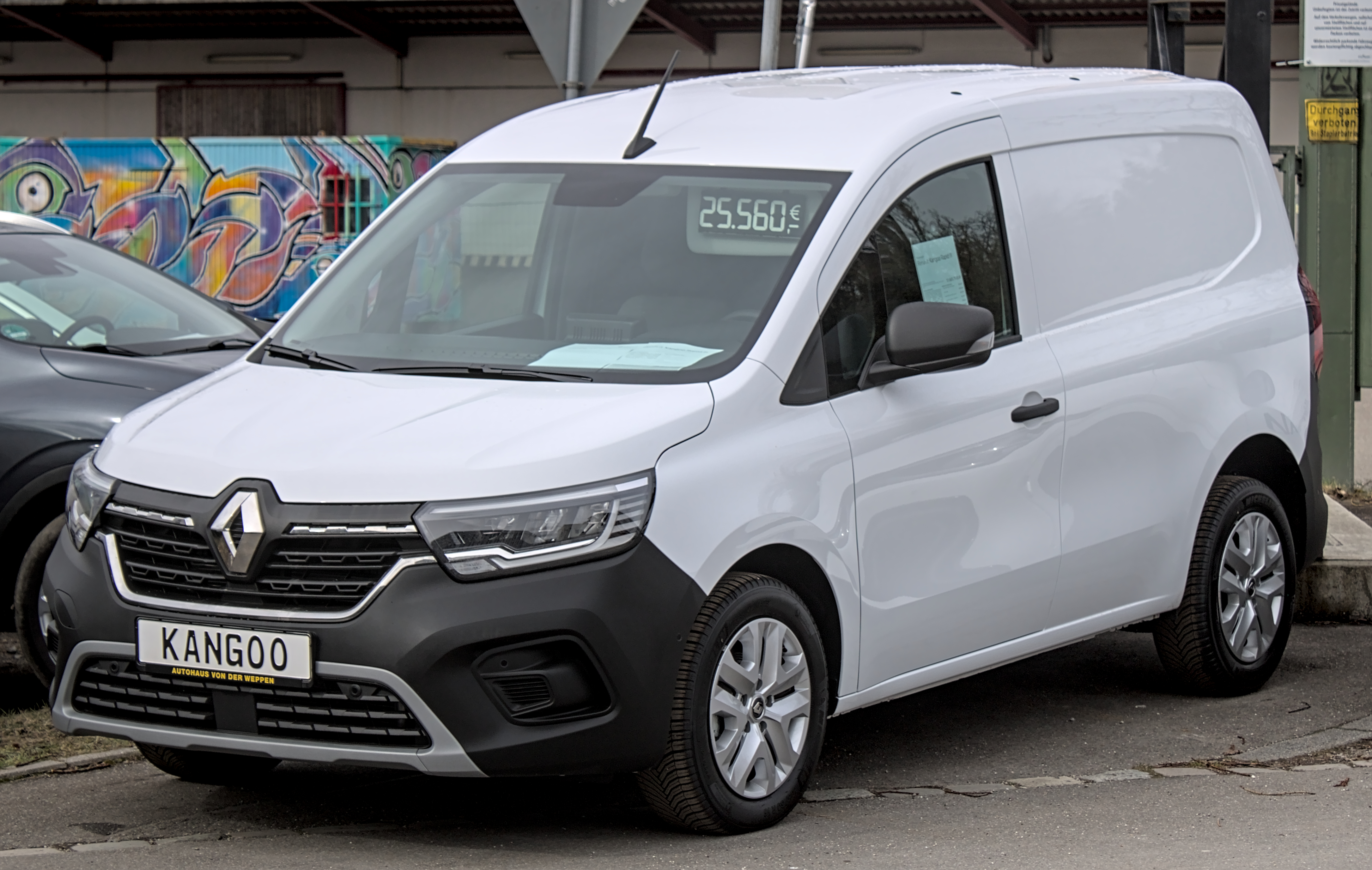
Renault Kangoo
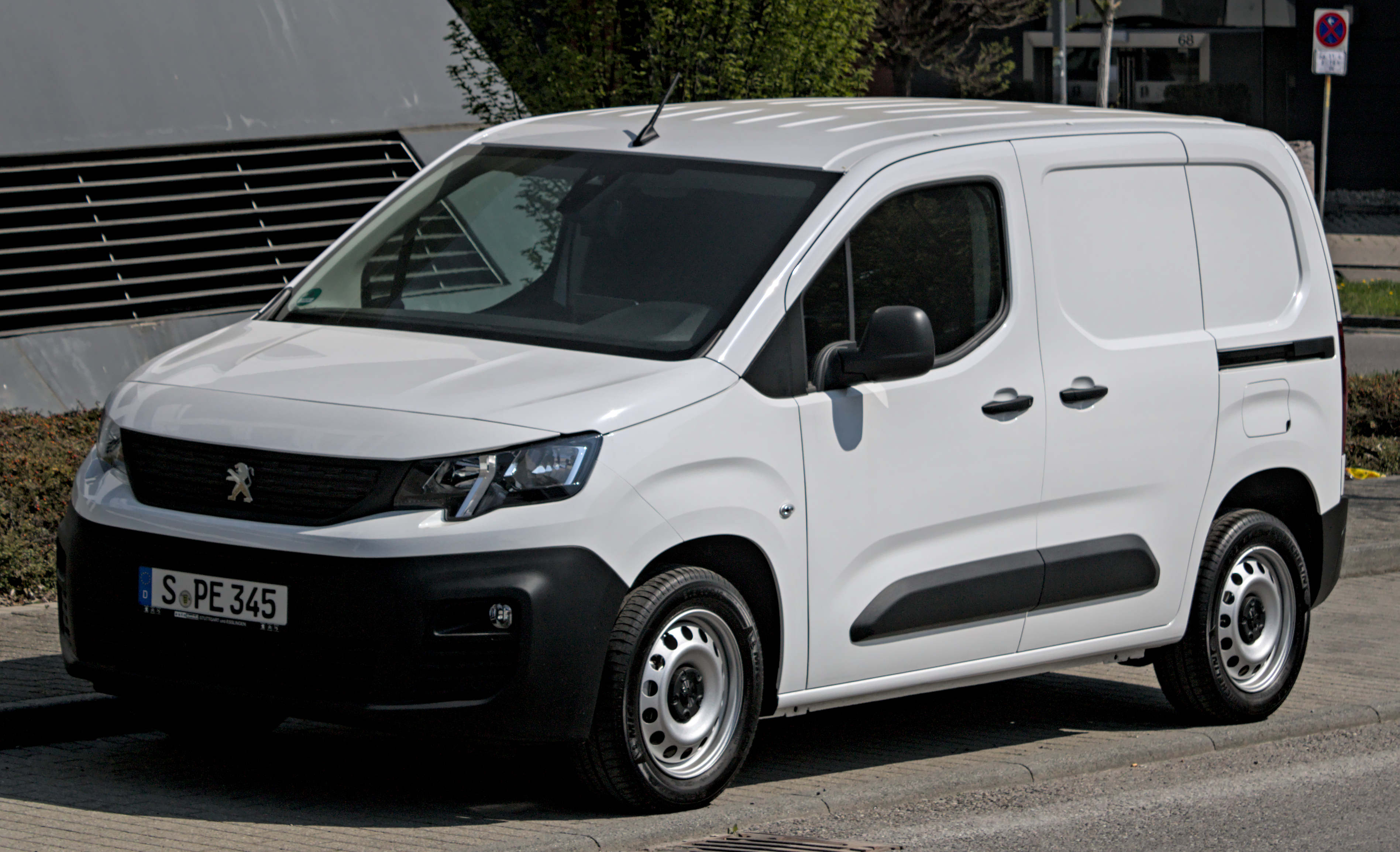
Peugeot Partner
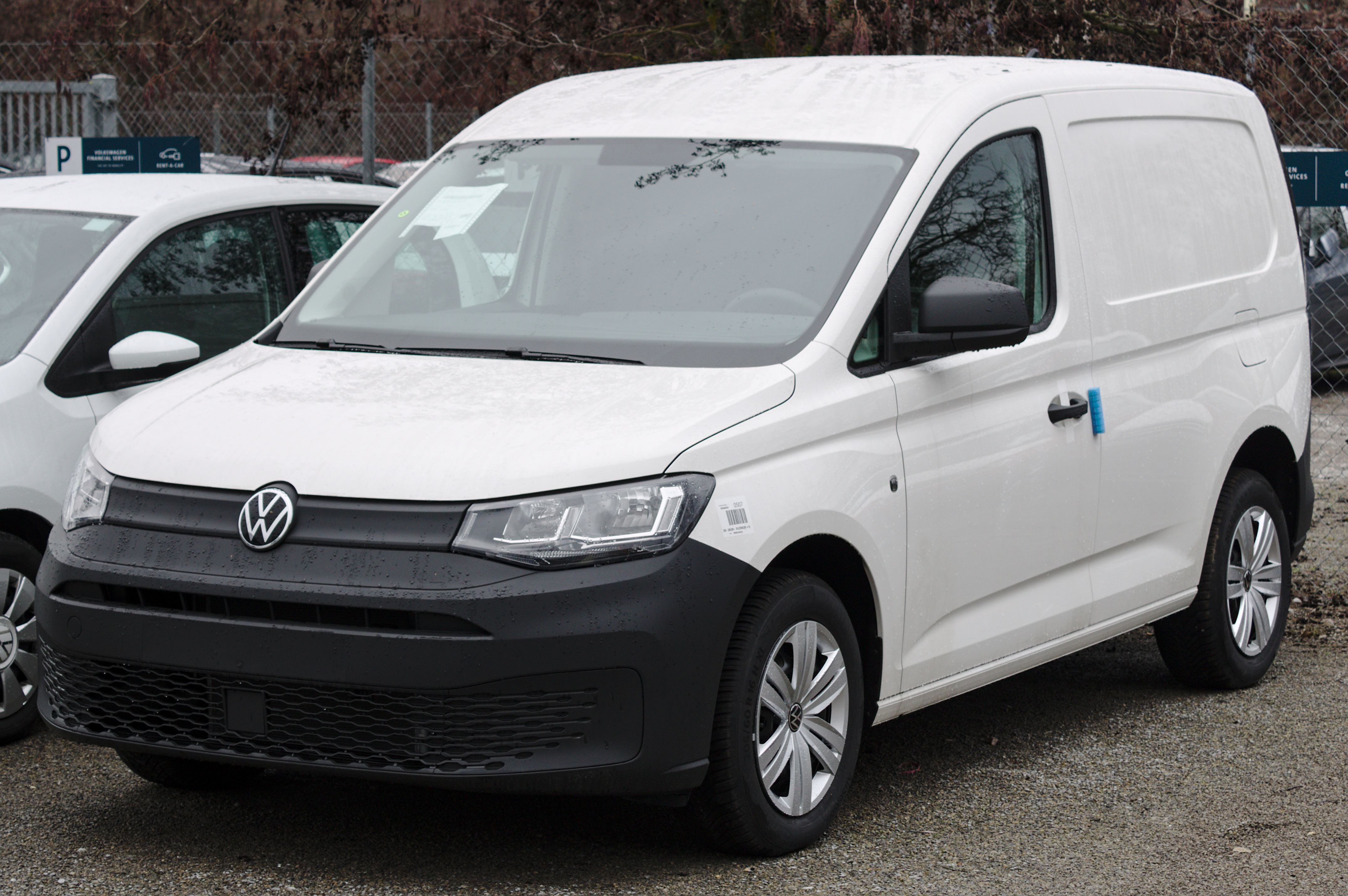
VW Caddy
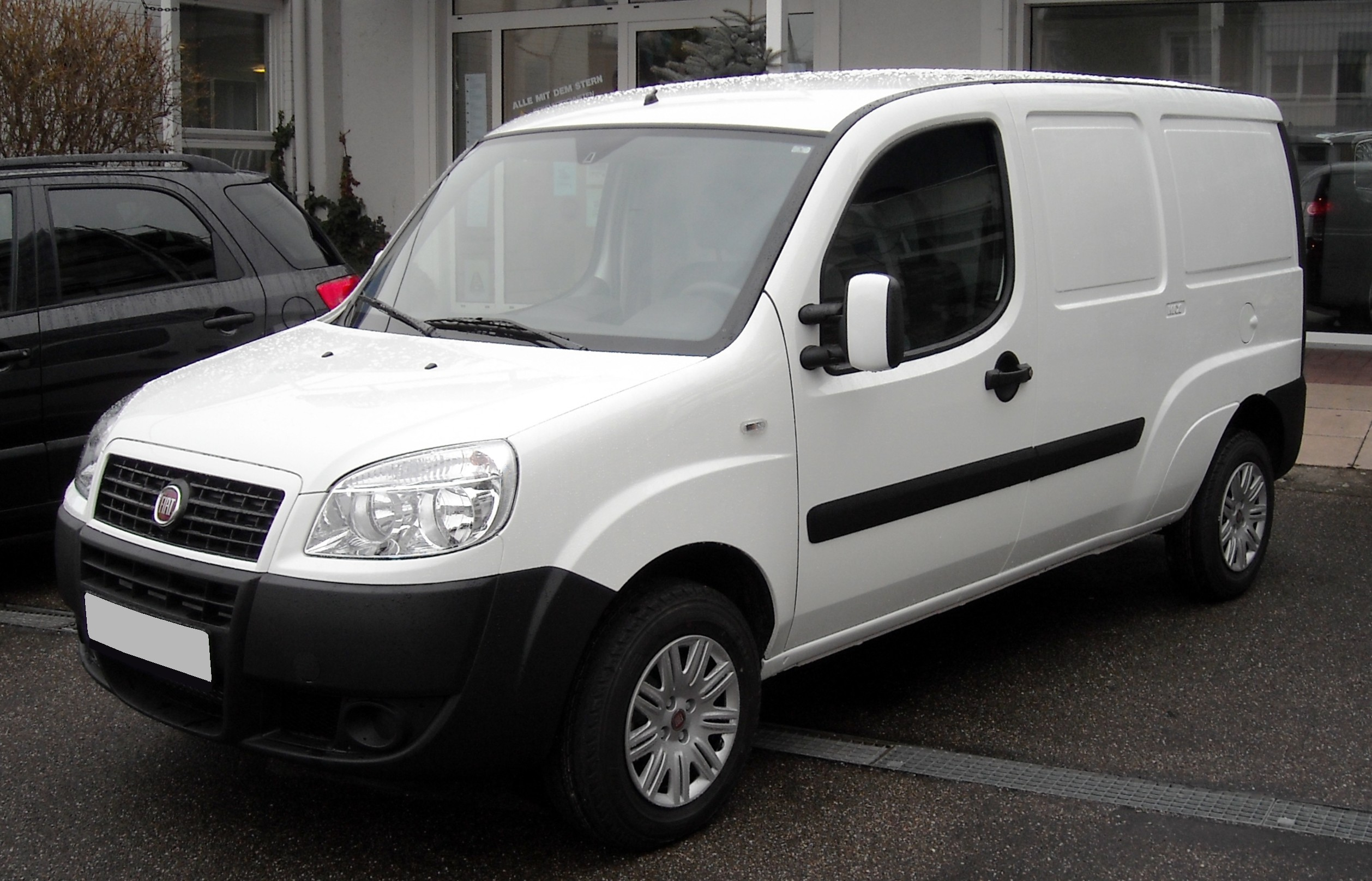
Fiat Doblò Maxi
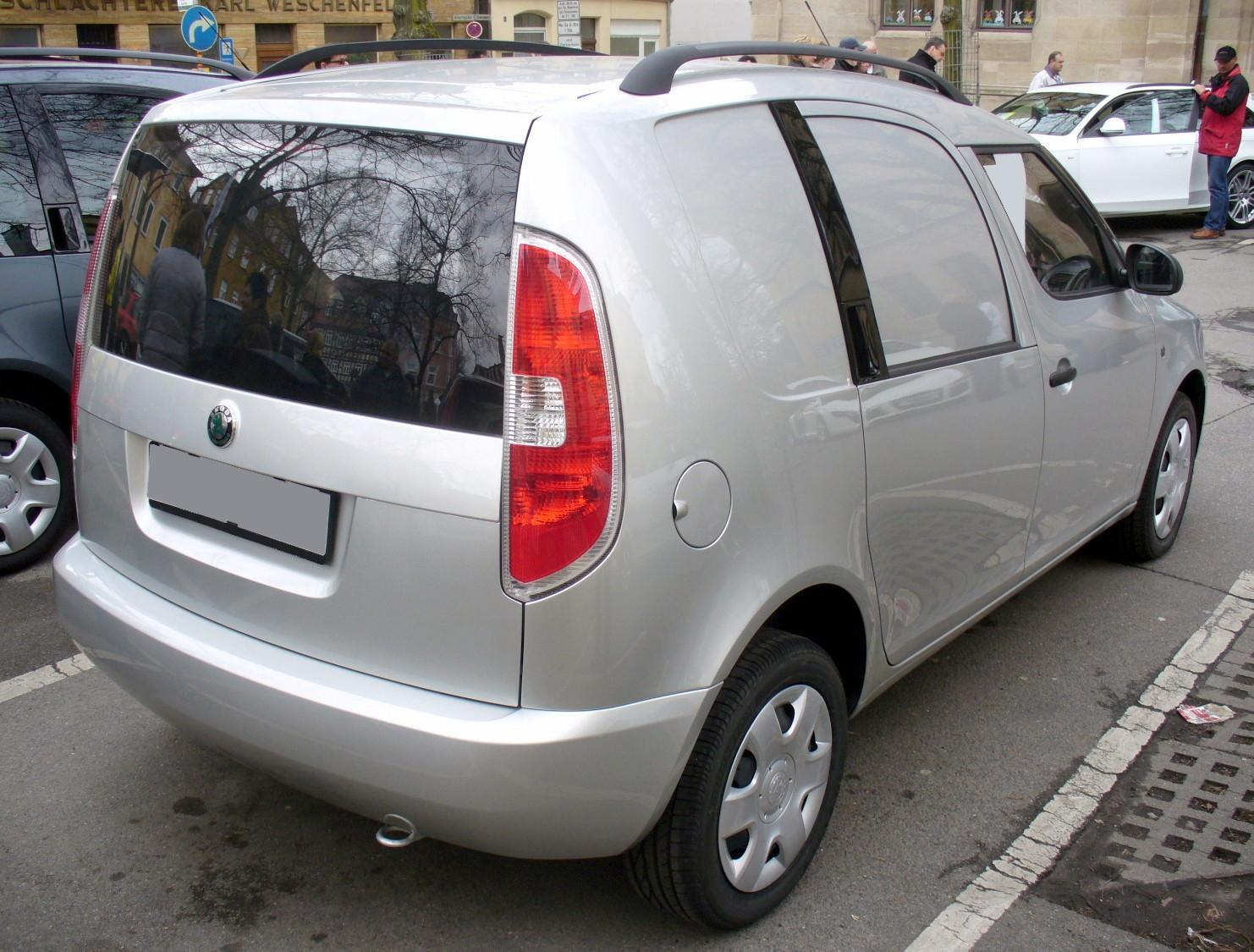
Škoda Praktik

### Kleintransporter
Kleintransporter gibt als eigenständige Modellreihen oder auch als Lieferwagenversionen zu Vans und Kleinbussen.
Die Größen können sehr stark variieren.

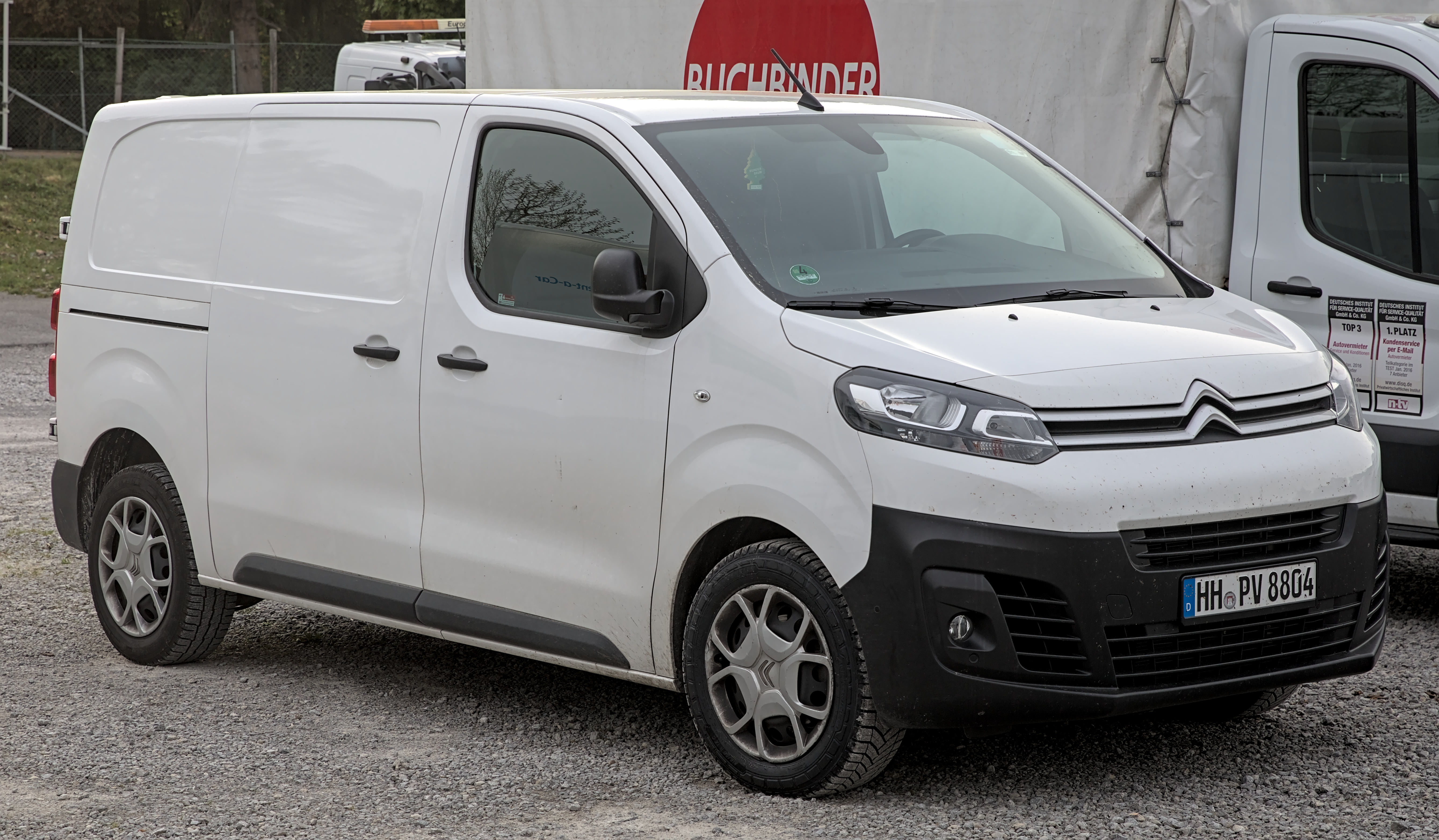
Citroën Jumpy
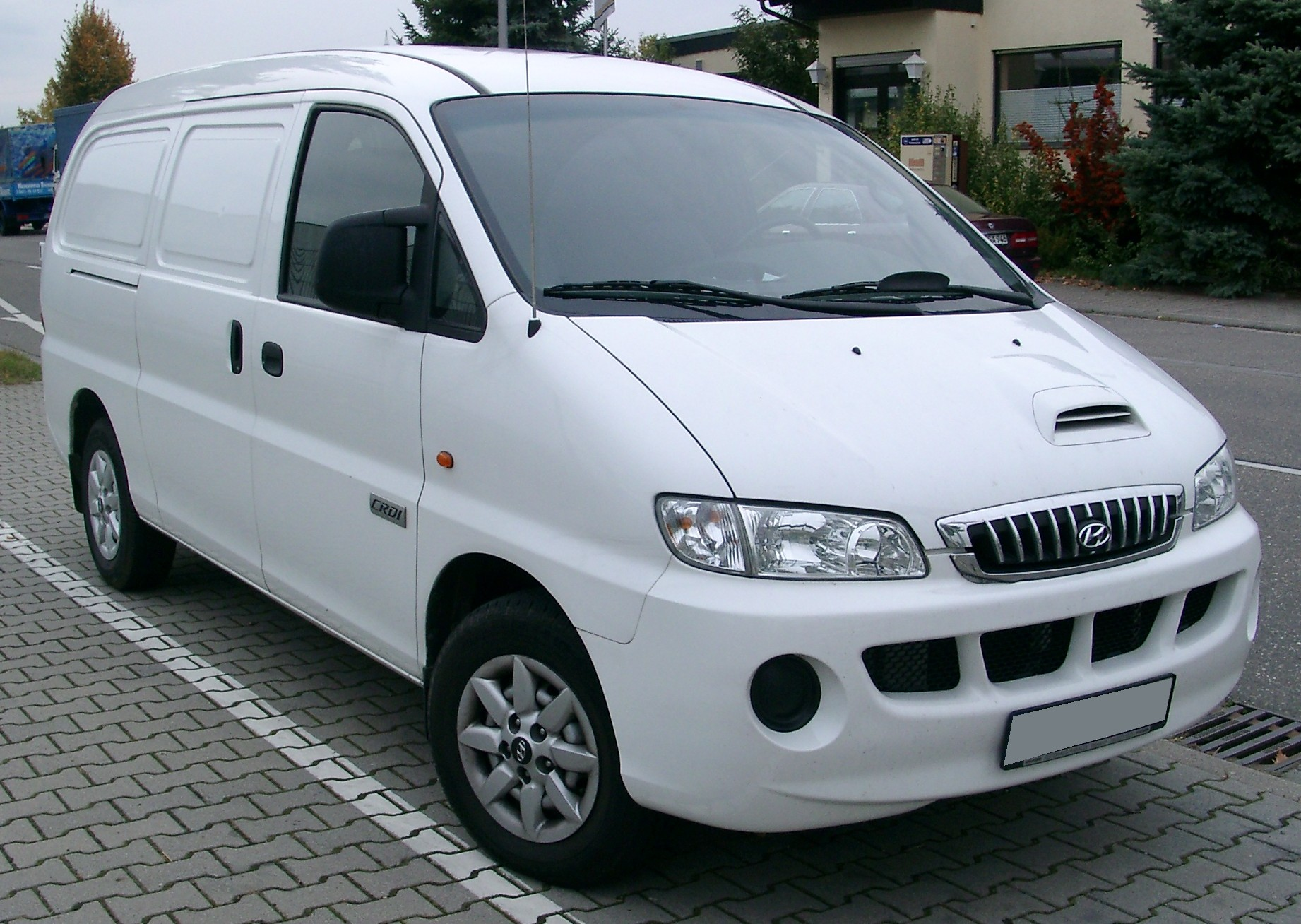
Hyundai H-1
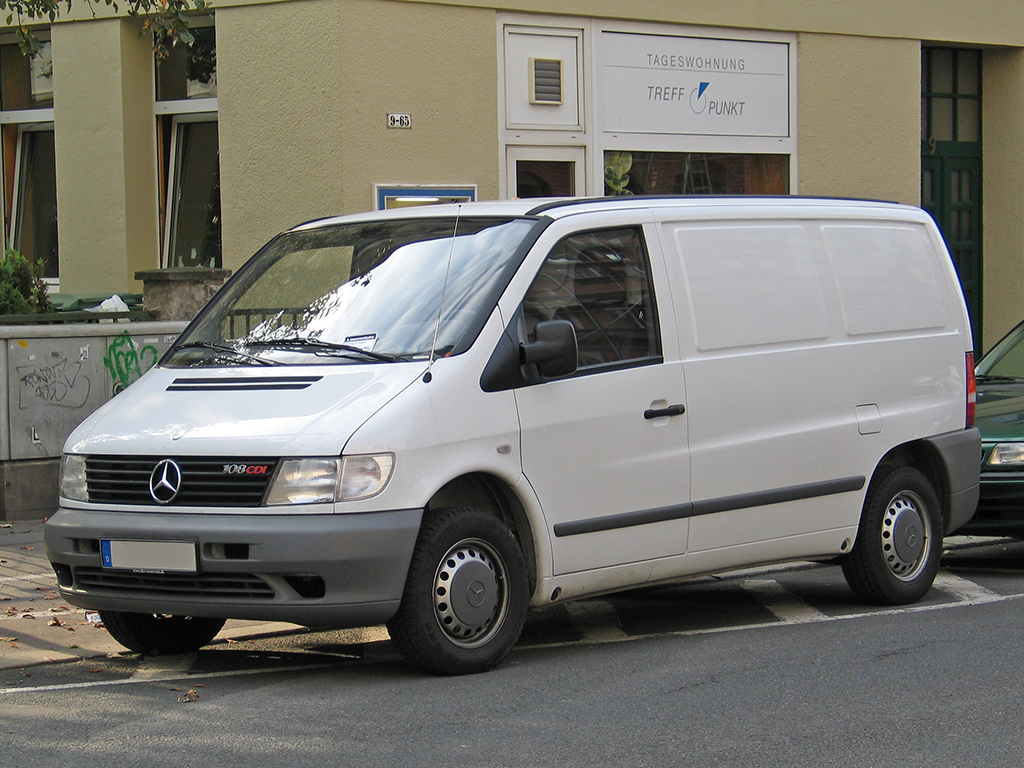
Mercedes-Benz Vito
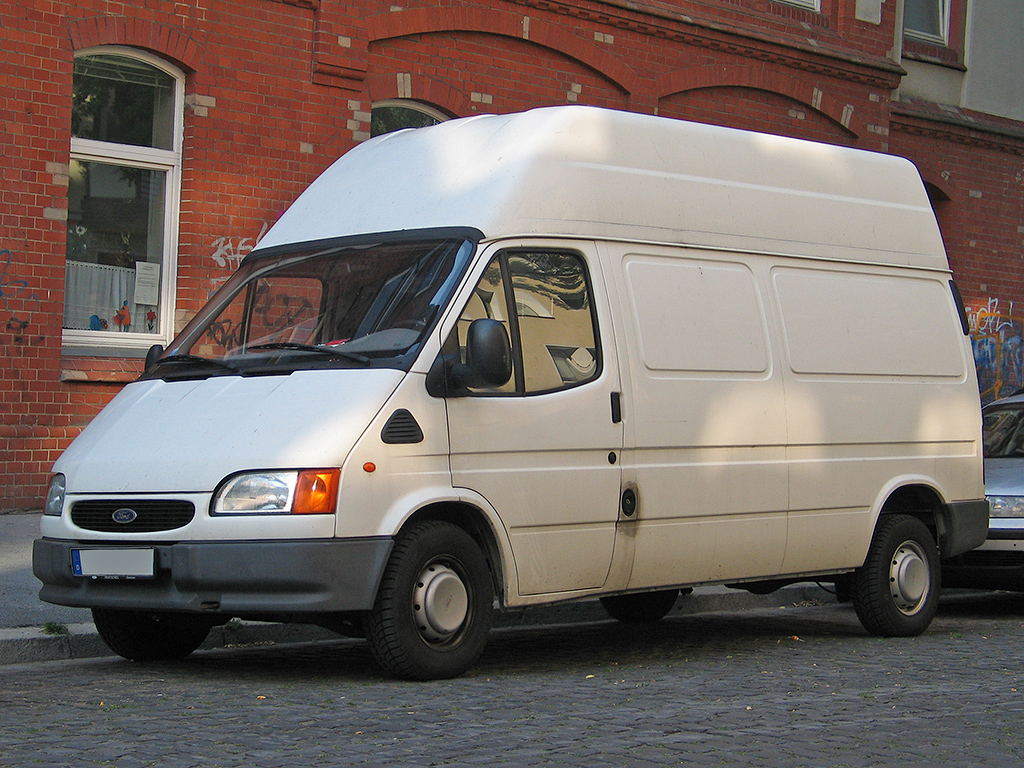
Ford Transit
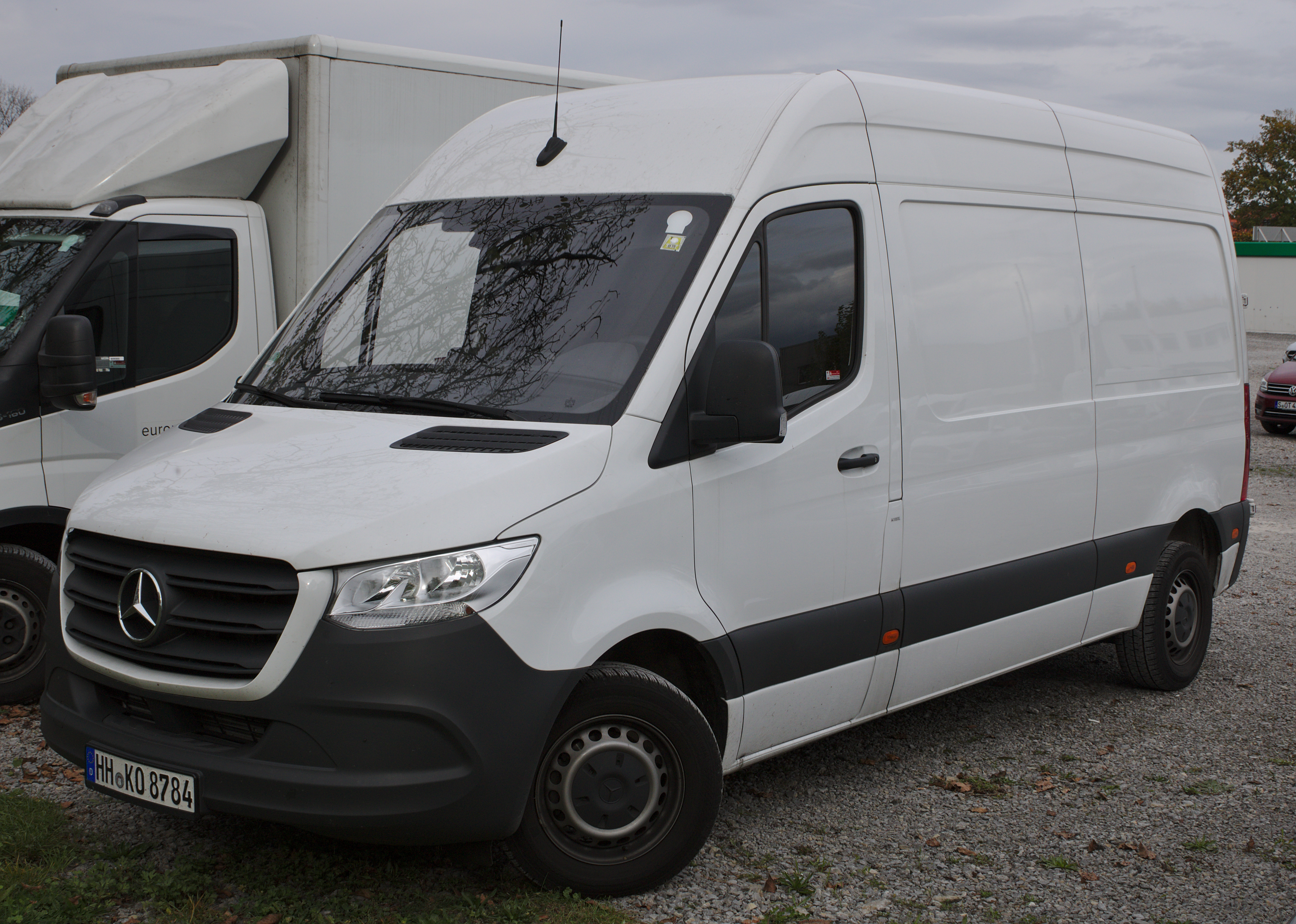
Mercedes-Benz Sprinter

### Nutzfahrzeuge mit Kofferaufbau
Gemäß der Definition gehören Nutzfahrzeuge mit Kofferaufbau nicht zu den Lieferwagen, werden umgangssprachlich aber oft dazugerechnet – speziell, wenn es sich um kleinere Fahrzeuge als den klassischen LKW handelt.

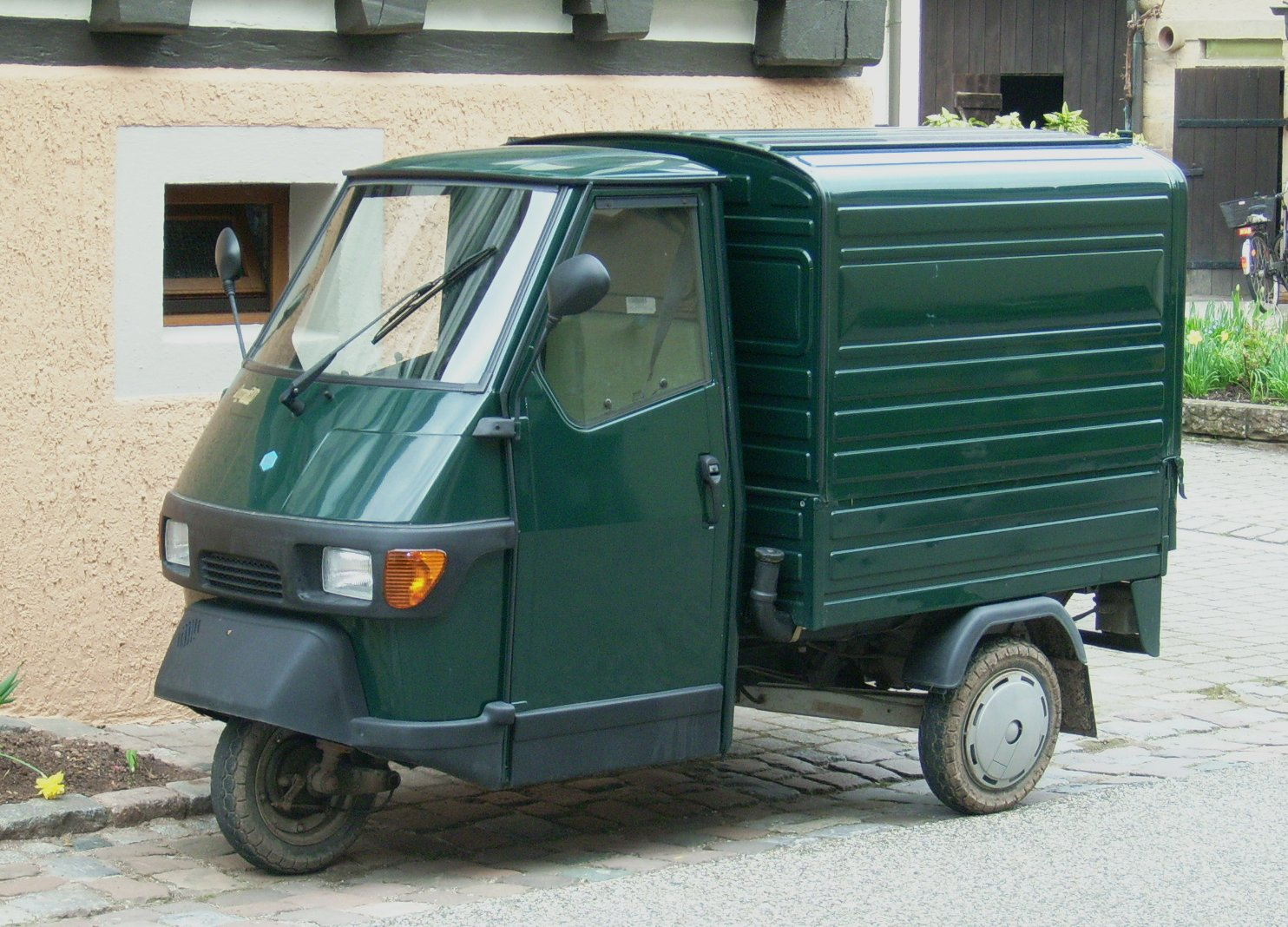
Dreirädriger Piaggio Ape
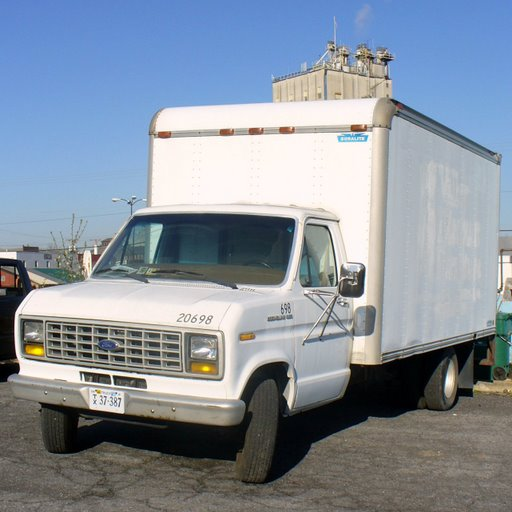
Ford-E-Serie
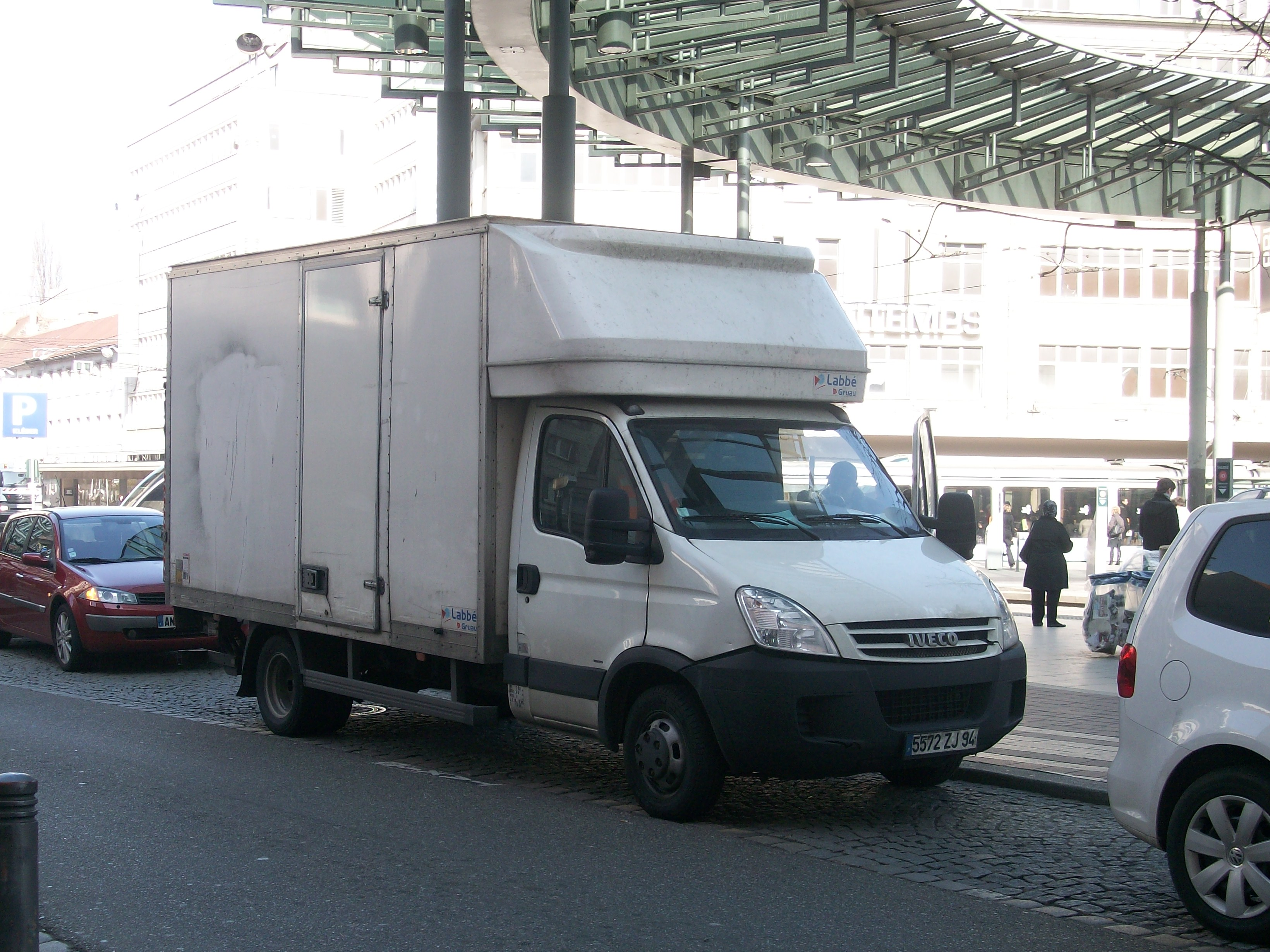
Iveco Daily
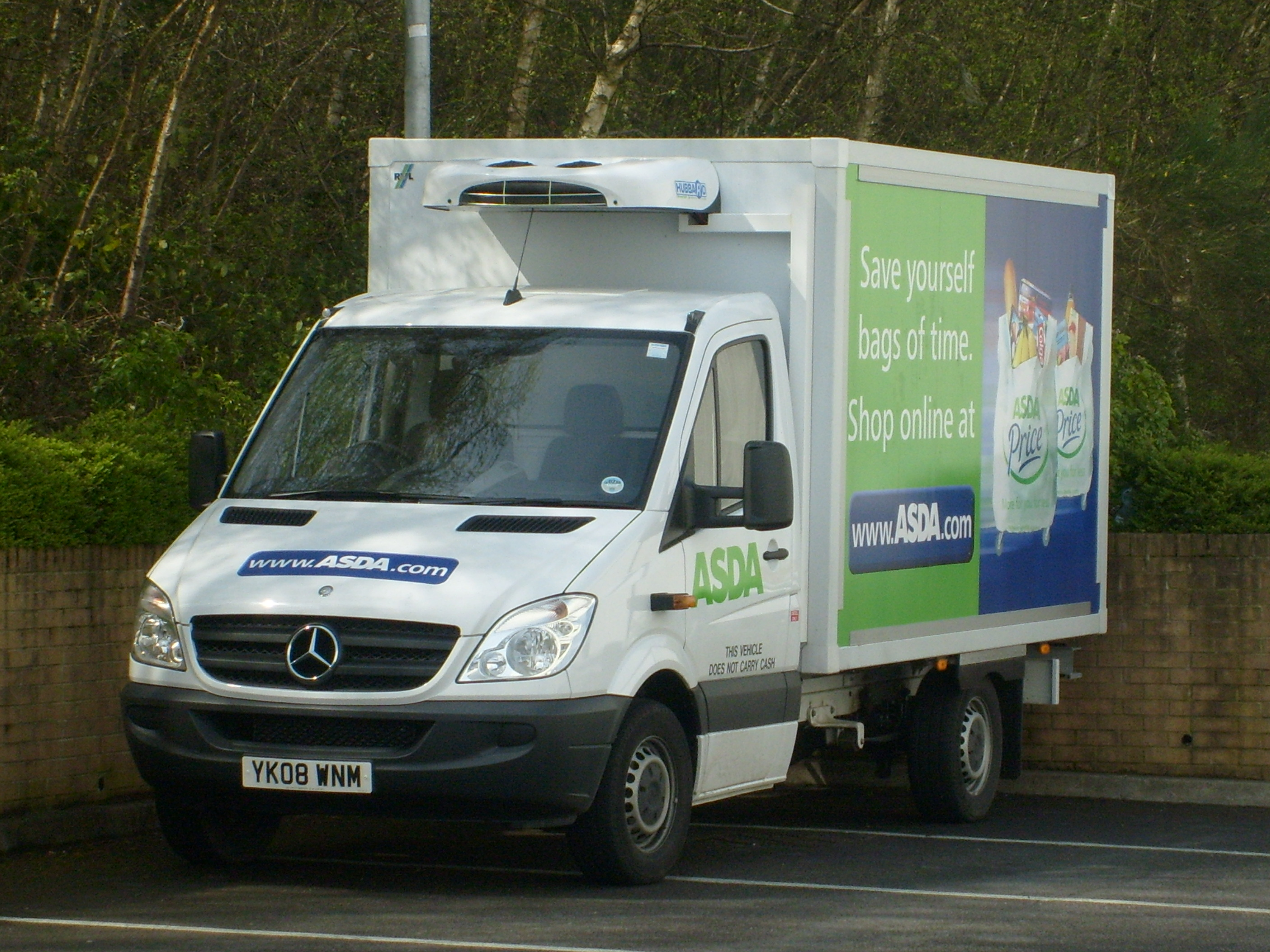
Mercedes Sprinter

## Begrifflichkeit
Für die Begriffe Lieferwagen, Kastenwagen und Kleintransporter gibt es keine exakte Definition. Folgende Übersicht zeigt die Verwendung und die Überschneidung.
Beispiel: Ein Hatchback bzw. Kombi mit verblechten hinteren Seitenscheiben ist nicht mehr ein Pkw, sondern als Lieferwagen ein Nutzfahrzeug.